# Oak Springs (Arizona)
Oak Springs es un lugar designado por el censo ubicado en el condado de Apache en el estado estadounidense de Arizona. En el Censo de 2010 tenía una población de 63 habitantes y una densidad poblacional de 130,78 personas por km².

## Geografía
Oak Springs se encuentra ubicado en las coordenadas 35°28′34″N 109°7′54″O / 35.47611, -109.13167. Según la Oficina del Censo de los Estados Unidos, Oak Springs tiene una superficie total de 0.48 km², de la cual 0.48 km² corresponden a tierra firme y (0%) 0 km² es agua.

## Demografía
Según el censo de 2010, había 63 personas residiendo en Oak Springs. La densidad de población era de 130,78 hab./km². De los 63 habitantes, Oak Springs estaba compuesto por el 0% blancos, el 0% eran afroamericanos, el 100% eran amerindios, el 0% eran asiáticos, el 0% eran isleños del Pacífico, el 0% eran de otras razas y el 0% pertenecían a dos o más razas. Del total de la población el 3.17% eran hispanos o latinos de cualquier raza.